# Euroleague Basketball 2000-2001
La stagione inaugurale dell'Eurolega sotto la direzione dell'ULEB prese il via il 16 ottobre 2000 e terminò il 10 maggio 2001 con la vittoria della Kinder Bologna. Dejan Tomašević fu nominato MVP della regular season, e Emanuel Ginóbili MVP delle Finali.
Questa prima edizione fu caratterizzata dall'assenza di alcuni top club europei, in quanto iscritti alla SuproLeague, un'altra competizione continentale per club organizzata dalla FIBA in seguito ai dissidi con l'ULEB.

## Disputa tra ULEB e FIBA
La EuroLeague (meglio conosciuta fino a quel momento come FIBA European Champions' Cup), venne inizialmente fondata dalla FIBA ed è stata organizzata dalla stessa dal 1958 fino all'estate dell'anno 2000, quando si concluse la stagione 1999-2000. Fu in quel momento che venne creata la Euroleague Basketball Company.
Fino a quel momento la FIBA non aveva mai registrato il marchio "EuroLeague", quindi la Euroleague Basketball poté utilizzarlo semplicemente senza alcun problema legale; la FIBA si trovò così a dover scegliere un nuovo nome per la propria competizione. Fu così che all'inizio della stagione 2000-2001 si crearono due competizioni europee per club totalmente separate: la FIBA SuproLeague (precedentemente conosciuta come FIBA EuroLeague) e la nuova EuroLeague.
I top club europei si divisero tra le due competizioni: Panathinaikos, Maccabi Elite Tel Aviv, CSKA Mosca ed Efes Pilsen rimasero con la FIBA, mentre Olympiakos, Kinder Bologna, Real Madrid, FC Barcelona, Tau Cerámica e Benetton Treviso si unirono alla neonata EuroLeague Basketball.

## Squadre partecipanti
Le squadre partecipanti a questa edizione furono 24, provenienti da 14 nazioni diverse.
| Regular season              | Regular season          | Regular season             | Regular season             |
| --------------------------- | ----------------------- | -------------------------- | -------------------------- |
| Paf Wennington Bologna (1°) | AEK (4°)                | Cibona VIP (1°)            | Opel Skyliners (3°)        |
| Benetton Treviso (2°)       | Peristeri (5°)          | Zadar (2°)                 | Union Olimpija (3°)        |
| Kinder Bologna (3°)         | Real Madrid Teka (1°)   | Žalgiris (2°)              | Region Wallone Spirou (4°) |
| Müller Verona (4°)          | FC Barcelona (2°)       | Budućnost (1°)             | Ovarense Aerosoles (1°)    |
| PAOK (2°)                   | Adecco Estudiantes (3°) | Hapoel Gerusalemme (WC)    | Lugano Snakes (1°)         |
| Olympiakos (3°)             | Tau Cerámica (4°)       | Sankt-Peterburg Lions (WC) | Haribo London Towers (1°)  |

Le note tra parentesi indicano la modalità di qualificazione di ogni squadra.
- 1°, 2°, ecc.: Posizioni in campionato prima dei playoff
- WC: Wild Card

## Regular season
Nella prima fase della competizione, la regular season, le squadre partecipanti sono state divise in quattro gironi da sei team ciascuno. Ogni squadra gioca contro le altre cinque per due volte, una in casa ed una in trasferta. Le migliori quattro classificate di ogni girone, avanzano alla fase successiva, le Top 16.
In caso due o più squadre abbiano gli stessi punti al termine della regular season, vengono applicati i seguenti criteri:
1. Miglior record negli scontri diretti.
2. Migliore differenza canestri negli scontri diretti.
3. Migliore differenza canestri in tutta la regular season.
4. Maggior numero di punti segnati nell'intera regular season.
5. Migliore somma del quoziente dei punti segnati e dei punti subiti di ogni partita dell'intera regular season.

### Gruppo A
| Pos | Squadra                | G  | V | P | PF  | PS  | DP   | Qualificazione          |       | PAF    | PER   | ZAL   | EST    | LUG    | ZAD   |
| --- | ---------------------- | -- | - | - | --- | --- | ---- | ----------------------- | ----- | ------ | ----- | ----- | ------ | ------ | ----- |
| 1   | Paf Wennington Bologna | 10 | 8 | 2 | 812 | 760 | +52  | Qualificate alle Top 16 |       | —      | 71–69 | 91–85 | 81–72  | 81–66  | 81–77 |
| 2   | Peristeri              | 10 | 7 | 3 | 841 | 786 | +55  | Qualificate alle Top 16 |       | 83–70  | —     | 74–92 | 91–81  | 85–68  | 92–73 |
| 3   | Žalgiris               | 10 | 6 | 4 | 866 | 816 | +50  | Qualificate alle Top 16 |       | 73–56  | 86–73 | —     | 77–80  | 105–89 | 97–85 |
| 4   | Adecco Estudiantes     | 10 | 4 | 6 | 820 | 821 | −1   | Qualificate alle Top 16 |       | 76–90  | 86–91 | 87–77 | —      | 97–76  | 93–81 |
| 5   | Lugano Snakes          | 10 | 3 | 7 | 777 | 914 | −137 |                         |       | 72–100 | 80–91 | 95–87 | 77–76  | —      | 75–74 |
| 6   | Zadar                  | 10 | 2 | 8 | 840 | 859 | −19  |                         | 87–91 | 79–92  | 86–87 | 80–72 | 118–79 | —      |       |

### Gruppo B
| Pos | Squadra               | G  | V | P | PF  | PS  | DP   | Qualificazione          |       | KIN   | AEK   | TAU    | CIB    | SPL   | RWC    |
| --- | --------------------- | -- | - | - | --- | --- | ---- | ----------------------- | ----- | ----- | ----- | ------ | ------ | ----- | ------ |
| 1   | Kinder Bologna        | 10 | 9 | 1 | 835 | 734 | +101 | Qualificate alle Top 16 |       | —     | 81–66 | 76–73  | 106–88 | 84–78 | 106–87 |
| 2   | AEK                   | 10 | 8 | 2 | 805 | 746 | +59  | Qualificate alle Top 16 |       | 78–77 | —     | 64–52  | 83–75  | 84–73 | 97–73  |
| 3   | Tau Cerámica          | 10 | 6 | 4 | 749 | 700 | +49  | Qualificate alle Top 16 |       | 59–65 | 85–65 | —      | 92–66  | 97–88 | 76–64  |
| 4   | Cibona                | 10 | 3 | 7 | 773 | 832 | −59  | Qualificate alle Top 16 |       | 69–74 | 72–81 | 62–60  | —      | 75–70 | 85–70  |
| 5   | Sankt-Peterburg Lions | 10 | 2 | 8 | 778 | 840 | −62  |                         |       | 78–82 | 69–90 | 79–81  | 92–90  | —     | 83–77  |
| 6   | Region Wallone Spirou | 10 | 2 | 8 | 769 | 857 | −88  |                         | 58–80 | 89–97 | 71–74 | 100–91 | 80–68  | —     |        |

### Gruppo C
| Pos | Squadra            | G  | V | P  | PF  | PS  | DP   | Qualificazione          |        | OLY   | RMB   | UOL   | BEN    | HAP    | OVA    |
| --- | ------------------ | -- | - | -- | --- | --- | ---- | ----------------------- | ------ | ----- | ----- | ----- | ------ | ------ | ------ |
| 1   | Olympiakos         | 10 | 7 | 3  | 861 | 738 | +123 | Qualificate alle Top 16 |        | —     | 91–84 | 82–70 | 82–73  | 102–69 | 101–67 |
| 2   | Real Madrid Teka   | 10 | 7 | 3  | 856 | 789 | +67  | Qualificate alle Top 16 |        | 75–73 | —     | 82–70 | 64–75  | 104–64 | 116–94 |
| 3   | Union Olimpija     | 10 | 7 | 3  | 823 | 752 | +71  | Qualificate alle Top 16 |        | 69–73 | 88–79 | —     | 78–74  | 95–68  | 102–79 |
| 4   | Benetton Treviso   | 10 | 6 | 4  | 847 | 777 | +70  | Qualificate alle Top 16 |        | 95–87 | 87–88 | 69–71 | —      | 78–71  | 106–81 |
| 5   | Hapoel Gerusalemme | 10 | 3 | 7  | 784 | 881 | −97  |                         |        | 83–70 | 74–87 | 76–88 | 79–104 | —      | 106–71 |
| 6   | Ovarense Aerosoles | 10 | 0 | 10 | 746 | 983 | −237 |                         | 53–100 | 73–80 | 70–92 | 76–86 | 82–94  | —      |        |

### Gruppo D
| Pos | Squadra              | G  | V | P | PF  | PS  | DP   | Qualificazione          |       | FCB    | PAO    | POD   | VER   | LON    | SKY    |
| --- | -------------------- | -- | - | - | --- | --- | ---- | ----------------------- | ----- | ------ | ------ | ----- | ----- | ------ | ------ |
| 1   | FC Barcelona         | 10 | 8 | 2 | 856 | 757 | +99  | Qualificate alle Top 16 |       | —      | 58–67  | 92–75 | 96–84 | 82–76  | 86–60  |
| 2   | PAOK                 | 10 | 7 | 3 | 846 | 773 | +73  | Qualificate alle Top 16 |       | 91–102 | —      | 89–72 | 97–94 | 70–58  | 100–70 |
| 3   | Budućnost            | 10 | 7 | 3 | 844 | 819 | +25  | Qualificate alle Top 16 |       | 77–85  | 83–71  | —     | 77–73 | 101–83 | 79–73  |
| 4   | Müller Verona        | 10 | 6 | 4 | 920 | 854 | +66  | Qualificate alle Top 16 |       | 94–90  | 102–88 | 86–91 | —     | 102–76 | 90–70  |
| 5   | Haribo London Towers | 10 | 1 | 9 | 775 | 878 | −103 |                         |       | 82–97  | 61–93  | 88–95 | 89–98 | —      | 86–61  |
| 6   | Opel Skyliners       | 10 | 1 | 9 | 696 | 856 | −160 |                         | 51–68 | 73–80  | 79–94  | 80–97 | 79–76 | —      |        |

## Playoff

### Top 16
Le sedici squadre qualificate, si sono affrontate in una serie al meglio delle tre gare; le vincenti di ogni serie si sono qualificate per i quarti di finale.
Le partite sono state giocate dal 31 gennaio al 14 febbraio 2001.
| Squadra 1              | Totale | Squadra 2          | Gara 1 | Gara 2 | Gara 3 |
| ---------------------- | ------ | ------------------ | ------ | ------ | ------ |
| Paf Wennington Bologna | 2–0    | Cibona             | 76–64  | 75–74  | –      |
| Kinder Bologna         | 2–0    | Adecco Estudiantes | 113–70 | 85–80  | –      |
| Peristeri              | 0–2    | Tau Cerámica       | 79–81  | 68–81  | –      |
| AEK                    | 2–0    | Žalgiris           | 69–60  | 73–71  | –      |
| Olympiakos             | 2–0    | Müller Verona      | 94–92  | 96–84  | –      |
| FC Barcelona           | 0–2    | Benetton Treviso   | 85–86  | 82–99  | –      |
| Real Madrid Teka       | 2–0    | Budućnost          | 91–63  | 76–62  | –      |
| PAOK                   | 1–2    | Union Olimpija     | 75–64  | 77–85  | 69–73  |

### Quarti di finale
Le migliori otto squadre, si sono affrontate in una serie al meglio delle tre gare; le vincenti di ogni serie si sono qualificate per le semifinali.
Le partite sono state giocate dal 21 febbraio al 7 marzo 2001.
| Squadra 1              | Totale | Squadra 2        | Gara 1 | Gara 2 | Gara 3 |
| ---------------------- | ------ | ---------------- | ------ | ------ | ------ |
| Paf Wennington Bologna | 2–1    | Real Madrid Teka | 74–68  | 57–88  | 88–70  |
| Kinder Bologna         | 2–0    | Union Olimpija   | 80–79  | 81–79  | –      |
| Olympiakos             | 0–2    | Tau Cerámica     | 72–78  | 76–98  | –      |
| AEK                    | 2–1    | Benetton Treviso | 97–89  | 74–90  | 71–56  |

### Semifinali
Le quattro semifinaliste si sono affrontate in una serie al meglio delle cinque gare per avere un posto in finale.
Le partite sono state giocate dal 27 marzo al 7 aprile 2001.
| Squadra 1      | Totale | Squadra 2              | Gara 1 | Gara 2 | Gara 3 | Gara 4 | Gara 5 |
| -------------- | ------ | ---------------------- | ------ | ------ | ------ | ------ | ------ |
| Kinder Bologna | 3–0    | Paf Wennington Bologna | 103–76 | 92–84  | 74–70  | –      | –      |
| AEK            | 0–3    | Tau Cerámica           | 65–90  | 67–70  | 62–76  | –      | –      |

### Finale
Anche nella fase finale, le due finaliste si sono scontrate in una serie al meglio delle cinque gare.
| Squadra 1      | Totale | Squadra 2    | Gara 1 | Gara 2 | Gara 3 | Gara 4 | Gara 5 |
| -------------- | ------ | ------------ | ------ | ------ | ------ | ------ | ------ |
| Kinder Bologna | 3–2    | Tau Cerámica | 65–78  | 94–73  | 80–60  | 79–96  | 82–74  |

## Premi

### Riconoscimenti individuali
| Top scorer - Regular season | Top scorer - Regular season |
| Giocatore                   | Squadra                     |
| --------------------------- | --------------------------- |
| Alphonso Ford               | Peristeri                   |

| Top scorer - Finals | Top scorer - Finals |
| Giocatore           | Squadra             |
| ------------------- | ------------------- |
| Emanuel Ginóbili    | Kinder Bologna      |
| Elmer Bennett       | Tau Cerámica        |
| Victor Alexander    | Tau Cerámica        |

| Regular Season MVP | Regular Season MVP |
| Giocatore          | Squadra            |
| ------------------ | ------------------ |
| Dejan Tomašević    | Budućnost          |

| Finals MVP       | Finals MVP     |
| Giocatore        | Squadra        |
| ---------------- | -------------- |
| Emanuel Ginóbili | Kinder Bologna |

### Quintetti ideali
| All-Euroleague First Team | All-Euroleague First Team |
| Giocatore                 | Squadra                   |
| ------------------------- | ------------------------- |
| Louis Bullock             | Müller Verona             |
| Alphonso Ford             | Peristeri                 |
| Derrek Hamilton           | Sankt-Peterburg Lions     |
| Gregor Fučka              | Paf Wennington Bologna    |
| Dejan Tomašević           | Budućnost                 |

| All-Euroleague Second Team | All-Euroleague Second Team |
| Giocatore                  | Squadra                    |
| -------------------------- | -------------------------- |
| Jemeil Rich                | Lugano Snakes              |
| Panagiōtīs Liadelīs        | PAOK                       |
| Pau Gasol                  | FC Barcelona               |
| Giannīs Giannoulīs         | PAOK                       |
| Rashard Griffith           | Kinder Bologna             |

### Miglior giocatore della giornata

#### Regular season
| Giornata | Giocatore           | Squadra                | PIR |
| -------- | ------------------- | ---------------------- | --- |
| 1        | Panagiōtīs Liadelīs | PAOK                   | 42  |
| 2        | Dejan Tomašević     | Budućnost              | 34  |
| 2        | Gianluca Basile     | Paf Wennington Bologna | 34  |
| 3        | Milenko Topić       | Budućnost              | 39  |
| 4        | Dejan Tomašević (2) | Budućnost              | 42  |
| 5        | Derrek Hamilton     | Sankt-Peterburg Lions  | 38  |
| 6        | Darko Krunić        | Zadar                  | 39  |
| 7        | Gregor Fučka        | Paf Wennington Bologna | 42  |
| 8        | Kebu Stewart        | Hapoel Gerusalemme     | 47  |
| 9        | Derrek Hamilton (2) | Sankt-Peterburg Lions  | 40  |
| 10       | Marcelo Nicola      | Benetton Treviso       | 36  |

#### Playoff
| Giornata    | Giocatore            | Squadra                | PIR |
| ----------- | -------------------- | ---------------------- | --- |
| Top 16 - G1 | Alphonso Ford        | Peristeri              | 45  |
| Top 16 - G2 | Dejan Tomašević (3)  | Budućnost              | 34  |
| Top 16 - G2 | Dino Rađa            | Olympiakos             | 34  |
| Top 16 - G2 | Riccardo Pittis      | Benetton Treviso       | 34  |
| Top 16 - G3 | Aggelos Korōnios     | PAOK                   | 20  |
| Top 16 - G3 | Emilijo Kovačić      | Union Olimpija         | 20  |
| 4F - G1     | Gregor Fučka (2)     | Paf Wennington Bologna | 43  |
| 4F - G2     | Rashard Griffith     | Kinder Bologna         | 32  |
| 4F - G3     | Carlton Myers        | Paf Wennington Bologna | 45  |
| SF - G1     | Saulius Štombergas   | Tau Cerámica           | 43  |
| SF - G2     | Elmer Bennett        | Tau Cerámica           | 33  |
| SF - G3     | Fabricio Oberto      | Tau Cerámica           | 25  |
| Finale G1   | Victor Alexander     | Tau Cerámica           | 32  |
| Finale G2   | Antoine Rigaudeau    | Kinder Bologna         | 21  |
| Finale G3   | Emanuel Ginóbili     | Kinder Bologna         | 31  |
| Finale G4   | Elmer Bennett (2)    | Tau Cerámica           | 28  |
| Finale G5   | Rashard Griffith (2) | Kinder Bologna         | 25  |

## Statistiche
Aggiornate al termine della competizione.

### Statistiche individuali

#### Valutazione
|    | Giocatore       | Squadra               | Partite | Valutazione | PIR   |
| -- | --------------- | --------------------- | ------- | ----------- | ----- |
| 1. | Dejan Tomašević | Budućnost             | 12      | 371         | 30.92 |
| 2. | Derrek Hamilton | Sankt-Peterburg Lions | 10      | 283         | 28.30 |
| 3. | Alphonso Ford   | Peristeri             | 12      | 305         | 25.42 |

#### Punti
|    | Giocatore           | Squadra   | Partite | Punti | PPG   |
| -- | ------------------- | --------- | ------- | ----- | ----- |
| 1. | Alphonso Ford       | Peristeri | 12      | 312   | 26.00 |
| 2. | Dejan Tomašević     | Budućnost | 12      | 275   | 22.92 |
| 3. | Panagiōtīs Liadelīs | PAOK      | 13      | 295   | 22.69 |

#### Rimbalzi
|    | Giocatore       | Squadra               | Partite | Rimbalzi | RPG   |
| -- | --------------- | --------------------- | ------- | -------- | ----- |
| 1. | Dejan Tomašević | Budućnost             | 12      | 138      | 11.50 |
| 2. | Dino Rađa       | Olympiakos            | 14      | 137      | 9.79  |
| 3. | Ron Ellis       | Region Wallone Spirou | 10      | 96       | 9.60  |

#### Assist
|    | Giocatore       | Squadra          | Partite | Assist | APG  |
| -- | --------------- | ---------------- | ------- | ------ | ---- |
| 1. | Ivica Marić     | Zadar            | 10      | 59     | 5.90 |
| 2. | Elmer Bennett   | Tau Cerámica     | 22      | 120    | 5.45 |
| 3. | Riccardo Pittis | Benetton Treviso | 14      | 54     | 3.86 |

#### Altre statistiche
| Categoria      | Giocatore           | Squadra               | Partite | Media |
| -------------- | ------------------- | --------------------- | ------- | ----- |
| Palle rubate   | Ivica Marić         | Zadar                 | 10      | 3.70  |
| Palle rubate   | Jemeil Rich         | Lugano Snakes         | 10      | 3.70  |
| Stoppate       | Hryhorij Chyžnjak   | Žalgiris              | 12      | 3.17  |
| Palle perse    | Sergej Bazarevič    | Sankt-Peterburg Lions | 10      | 4.50  |
| Falli subiti   | Panagiōtīs Liadelīs | PAOK                  | 13      | 7.08  |
| Minuti giocati | Derrek Hamilton     | Sankt-Peterburg Lions | 10      | 38:35 |
| 2P%            | Stéphane Risacher   | Olympiakos            | 14      | 73.7% |
| 3P%            | Jorge Racca         | PAOK                  | 13      | 59.3% |
| TL%            | Henry Williams      | Müller Verona         | 12      | 94.7% |

#### Migliori prestazioni individuali
| Categoria    | Giocatore          | Squadra                | Statistica | Avversario                      |
| ------------ | ------------------ | ---------------------- | ---------- | ------------------------------- |
| Valutazione  | Kebu Stewart       | Hapoel Gerusalemme     | 47         | Benetton Treviso (21 dic. 2000) |
| Punti        | Carlton Myers      | Paf Wennington Bologna | 41         | Real Madrid Teka (7 mar. 2001)  |
| Punti        | Alphonso Ford      | Peristeri              | 41         | Tau Cerámica (31 gen. 2001)     |
| Rimbalzi     | Victor Alexander   | Tau Cerámica           | 19         | Kinder Bologna (17 apr. 2001)   |
| Assist       | Elmer Bennett      | Tau Cerámica           | 13         | AEK (4 apr. 2001)               |
| Palle rubate | Manu Ginóbili      | Kinder Bologna         | 7          | Tau Cerámica (17 apr. 2001)     |
| Palle rubate | Bojan Bakić        | Budućnost              | 7          | Opel Skyliners (25 ott. 2000)   |
| Stoppate     | Stojan Vranković   | Paf Wennington Bologna | 10         | Cibona VIP (8 feb. 2001)        |
| Tiri da 3    | Saulius Štombergas | Tau Cerámica           | 9          | AEK (4 apr. 2001)               |
| Palle perse  | Sergej Bazarevič   | Sankt-Peterburg Lions  | 11         | AEK (13 dic. 2000)              |

### Statistiche di squadra
| Categoria     | Squadra            | Media  |
| ------------- | ------------------ | ------ |
| Valutazione   | Benetton Treviso   | 95.73  |
| Punti         | Müller Verona      | 91.33  |
| Rimbalzi      | FC Barcelona       | 38.33  |
| Assist        | Zadar              | 14.00  |
| Palle rubate  | Lugano Snakes      | 17.10  |
| Stoppate      | Žalgiris           | 5.58   |
| Palle perse   | Ovarense Aerosoles | 20.50  |
| % tiri liberi | Žalgiris           | 81.91% |
| % tiro da due | Budućnost          | 58.75% |
| % tiro da tre | Real Madrid Teka   | 43.18% |

## Conseguenze
A maggio 2001 c'erano due squadre campioni d'Europa, il Maccabi Tel Aviv vincitrice della Suproleague e la Kinder Bologna, vincitrice della Euroleague. Le due organizzazioni si resero quindi conto della necessità di negoziare tra loro, per avere una sola massima competizione europea. Essendo in una posizione di forza, l'Euroleague Basketball Company ha dettato le condizioni alle quali la FIBA ha dovuto sottostare, non avendo potere di contrattazione. Di conseguenza l'Eurolega venne presa in carico totalmente dalla Euroleague Basketball Company e le squadre iscritte alla Suproleague si iscrissero alla stagione successiva di Euroleague. Venne inoltre sancito che nella stagione 2000-2001, ci furono due squadre vincitrici del titolo europeo.
Un anno dopo, l'Euroleague Basketball Company e la FIBA decisero che la EuroLeague divenne la massima competizione europea per club del continente europeo. Venne inoltre deciso che la FIBA Europe avrebbe organizzato un campionato di terzo livello, la FIBA Europe, mentre l'Euroleague Basketball Company avrebbe organizzato un campionato di secondo livello, combinando la Coppa Korać e la Coppa Saporta in un'unica competizione, l'EuroCup. Nel 2005, le due organizzazioni decisero di collaborare, collaborazione che andò avanti fino al 2016.
In pratica, la FIBA continuò ad occuparsi delle competizioni per le nazionali di pallacanestro (come ad esempio FIBA EuroBasket, FIBA World Cup e le Olimpiadi estive), mentre la Euroleague Basketball prese in carico tutte le competizioni per club europei.